# Bryn McAuley

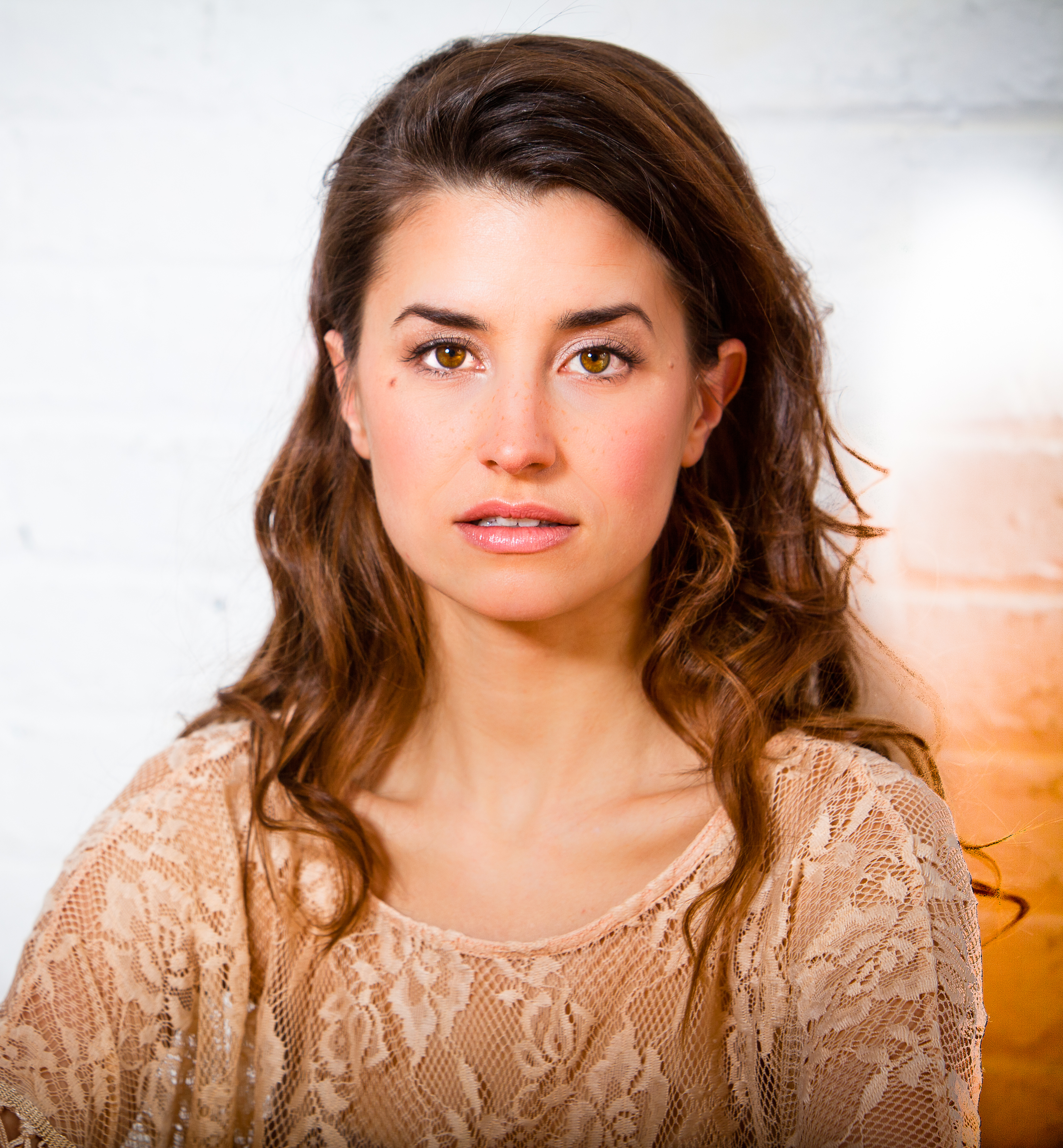
Bryn McAuley (2014)

Bryn McAuley (* 7. Juni 1989 in Toronto) ist eine kanadische Schauspielerin und Synchronsprecherin.

## Leben
Bryn McAuley ist seit ihrer Kindheit als Schauspielerin und Synchronsprecherin für Zeichentrickfiguren aktiv, so sprach sie ab 1997 die Stimme der Figur Caillou. Sie sprach auch „Gina Lash“ in Angela Anaconda und „Roxy Wendell“ in Crash Canyon. Von 2011 bis 2015 studierte sie an der Toronto Metropolitan University. Ab 2017 synchronisierte sie die Figur „Mavis Dracula“ in Hotel Transsilvanien – die Serie.

## Filmografie (Auswahl)
- 1997–2000: Caillou (Zeichentrickserie, Stimme, 90 Folgen)
- 1998: Erdbeben in New York (Earthquake in New York)
- 1999–2001: Angela Anaconda (Zeichentrickserie, Stimme, 38 Folgen)
- 2001–2002: Anne of Green Gables: The Animated Series (Zeichentrickserie, Stimme, 26 Folgen)
- 2005–2011: Carl² (Zeichentrickserie, Stimme, 52 Folgen)
- 2011–2013: Crash Canyon (Zeichentrickserie, Stimme, 26 Folgen)
- 2012: Murdoch Mysteries (Fernsehserie, Folge 5x08: Doppelleben – Teil 2, Rolle: Minnie Duggan)
- 2012–2015: Grojband (Zeichentrickserie, Stimme, 22 Folgen)
- 2017: Top Wing – Helden mit zwei Flügeln (Top Wing, Zeichentrickserie, Stimme, 5 Folgen)
- 2017–2019: Hotel Transsilvanien (Zeichentrickserie, Stimme, 43 Folgen)